# Felix Iversen

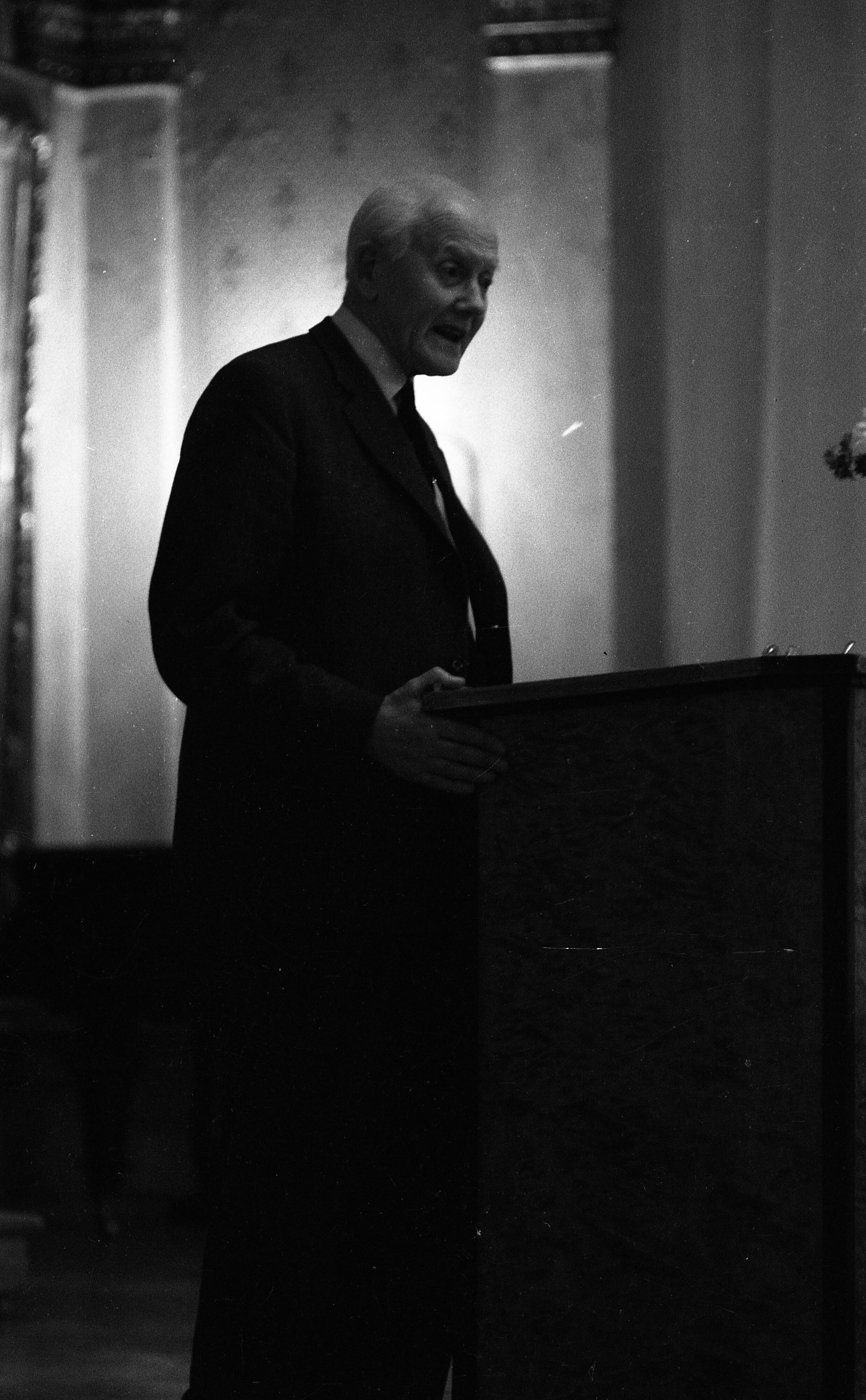
Felix Iversen im Jahr 1967

Felix Christian Herbert Iversen (* 22. Oktober 1887 in Lübeck; † 31. Juli 1973 in Helsinki) war ein finnischer Mathematiker und Pazifist.

## Leben
Felix Iversen wuchs in Viipuri auf. Er studierte ab 1904 an der Universität Helsinki und machte 1909 dort seinen Abschluss. Er unternahm mehrere Studienreisen nach Deutschland, Initiator und Betreuer seiner 1914 abgeschlossenen Dissertation war aber Ernst Lindelöf. Von 1911 bis 1915 war er Assistent an der Universität Helsinki, danach bis 1920 Dozent und ab dann bis zu seiner Pensionierung 1954 Adjunkt. Um 1922 schien er die wissenschaftliche Forschungsarbeit aufgegeben zu haben, und er konzentrierte sich auf die Lehrtätigkeit. Er schrieb Lehrbücher über Sphärische Trigonometrie und Analytische Geometrie.
Iversens mathematische Forschungen waren auf dem Gebiet der Funktionentheorie. Hier ist er für den Satz von Iversen aus seiner Dissertation bekannt, der besagt, dass ein Picardscher Ausnahmewert einer in der Ebene meromorphen Funktion ein asymptotischer Wert ist. Auch die Klassifikation von Singularitäten der Umkehrfunktion in direkte und indirekte Singularitäten geht auf seine Dissertation zurück. Genannt sei auch sein 1915 konstruiertes Beispiel einer ganzen Funktion, für die die Menge der asymptotischen Werte überabzählbar ist. Dies wurde von Gross verallgemeinert, der ein Beispiel konstruierte, wo jede komplexe Zahl asymptotischer Wert ist.
Iversen war 1920 Mitgründer des finnischen Friedensbunds (finnisch: Suomen Rauhanliitto, schwedisch: Finlands Fredsförbund, englisch: Peace Union of Finland) und von 1926 bis 1968 dessen Präsident. Er spielte eine führende Rolle in der Friedensbewegung und war auch in verschiedenen anderen diesbezüglichen Organisationen aktiv. So war er Vizepräsident des Weltverbands der Gesellschaften für die Vereinten Nationen. Im Jahre 1954 erhielt er den Internationalen Stalinpreis für die Festigung des Friedens zwischen den Völkern.